# فناك

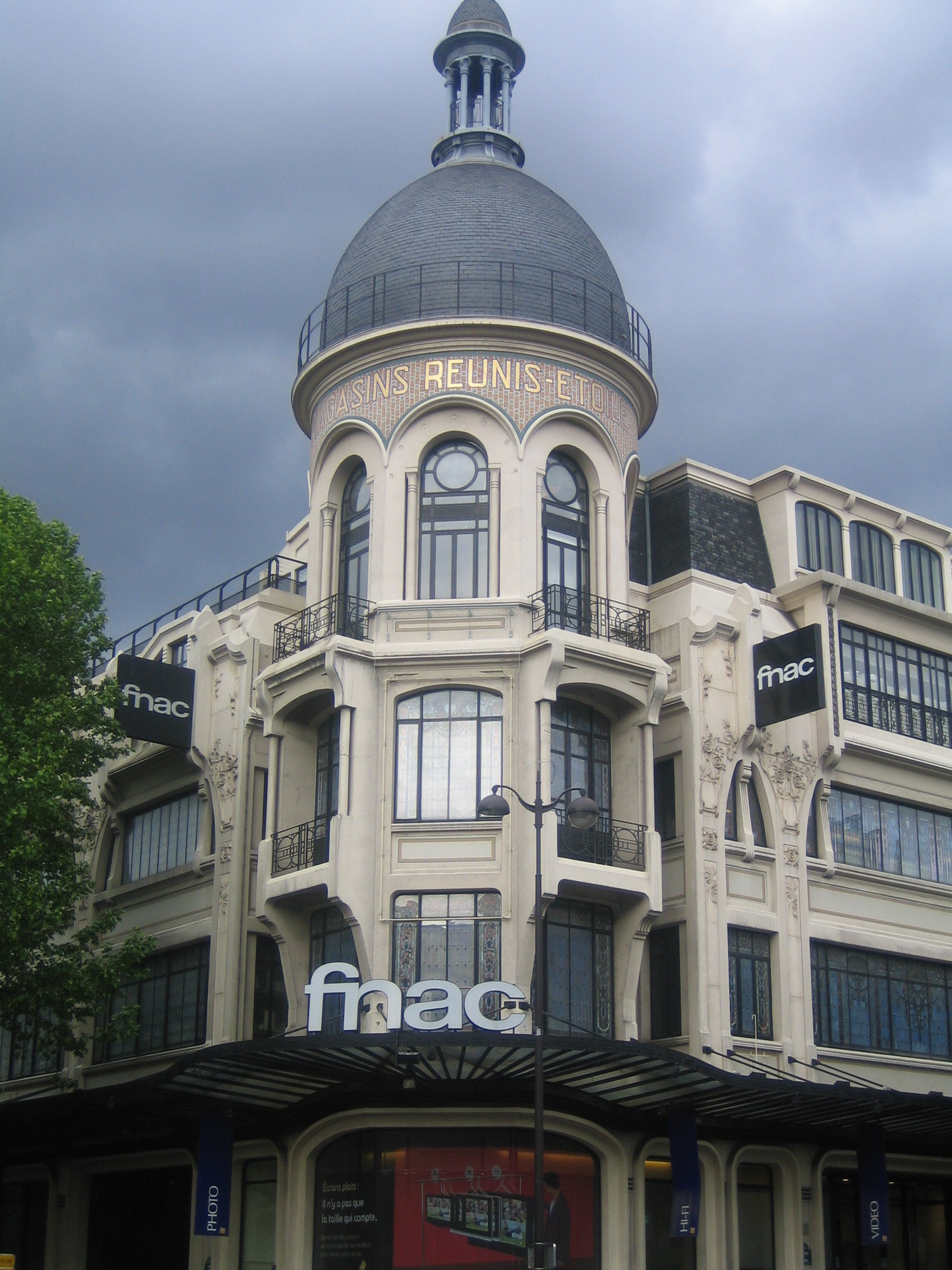
فناك في باريس

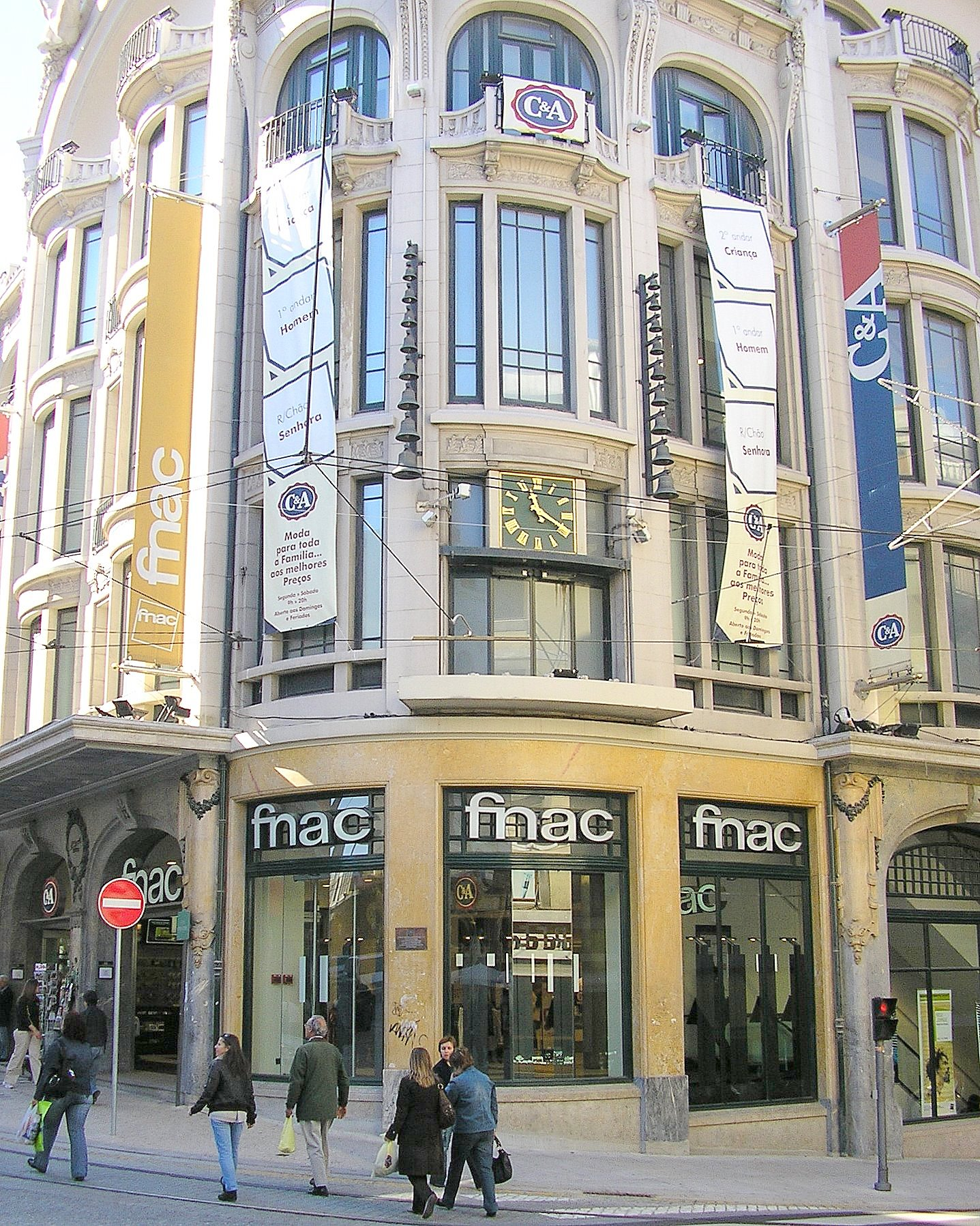
فناك في بورتو

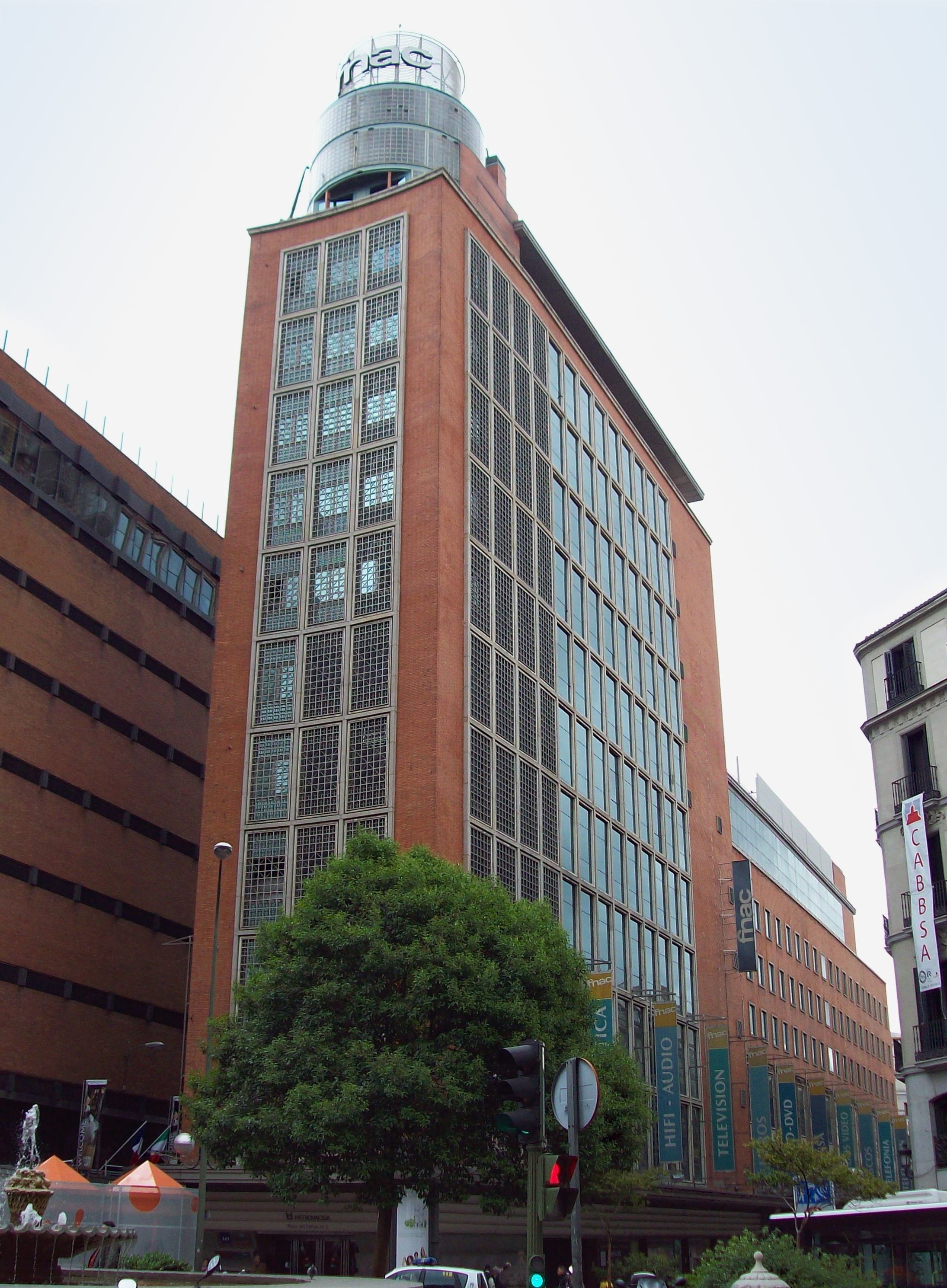
فناك في مدريد ، إسبانيا.

فناك ( بالفرنسية :Fnac) هي سلسلة متاجر التجزئة الفرنسية الكبيرة بيع الثقافية والإلكترونية المنتجات، التي أسسها أندريه إسيل وماكس ثيريه في عام 1954. يقع مكتبها الرئيسي بالقرب من باريس.

## روابط خارجية
- الموقع الرسمي